# 圣特雷西尼亚
圣特雷西尼亚是巴西巴伊亚州的一个市镇。总面积710.313平方公里，总人口8576人，人口密度12.1人/平方公里。